# Luščani
Luščani falu Horvátországban, Sziszek-Monoszló megyében. Közigazgatásilag Petrinyához tartozik.

## Fekvése
Sziszek városától légvonalban 18, közúton 29 km-re délnyugatra, községközpontjától légvonalban 10, közúton 13 km-re délnyugatra a Báni végvidék középső részén, Pecki és Brnjeuška között fekszik.

## Története
A falutól északra emelkedő „Stražište” nevű magaslaton már a középkorban vár állt, melynek sorsa ismeretlen. A település neve a liget, berek jelentésű „lug” főnévből származik. Betelepülésének előzményeként 1683 és 1699 között a felszabadító harcokban a keresztény seregek kiűzték a térségből a törököt és a török határ az Una folyóhoz került vissza. 1697 körül a Turopolje, a Szávamente, a Kulpamente vidékéről és a Banovina más részeiről horvát katolikus, majd a 18. században több hullámban Közép-Boszniából, főként a Kozara-hegység területéről és a Sana-medencéből pravoszláv szerb családok települtek le itt. Az újonnan érkezettek szabadságjogokat kaptak, de ennek fejében határőr szolgálattal tartoztak. El kellett látniuk a várak, őrhelyek őrzését és részt kellett venniük a hadjáratokban. 1696-ban a szábor a bánt tette meg a Kulpa és az Una közötti határvédő erők parancsnokává, melyet hosszas huzavona után 1704-ben a bécsi udvar is elfogadott. Ezzel létrejött a Báni végvidék (horvátul Banovina), mely katonai határőrvidék része lett. 1745-ben megalakult a Petrinya központú második báni ezred, melynek fennhatósága alá ez a vidék is tartozott. A település 1774-ben az első katonai felmérés térképén „Dorf Luschani” néven szerepel.
A katonai határőrvidék megszűnése után Zágráb vármegye Petrinyai járásának része volt. 1857-ben 700, 1910-ben 1175 lakosa volt. A 20. század első éveiben a kilátástalan gazdasági helyzet miatt sokan vándoroltak ki a tengerentúlra. 1918-ban az új szerb-horvát-szlovén állam, majd később Jugoszlávia része lett. A második világháború idején a Független Horvát Állam része volt. A háború után a béke időszaka köszöntött a településre. Enyhült a szegénység és sok ember talált munkát a közeli városokban. A délszláv háború előestéjén lakosságának 97%-a szerb nemzetiségű volt. A falu 1991. június 25-én a független Horvátország része lett, de néhány hónap múltán elfoglalták a szerb erők és a Krajinai Szerb Köztársasághoz csatolták, melynek itt húzódott a határa. A falut 1995. augusztus 6-án a Vihar hadművelettel foglalta vissza a horvát hadsereg. 2011-ben 163 lakosa volt.

## Népesség
| Lakosság változása | Lakosság változása | Lakosság változása | Lakosság változása | Lakosság változása | Lakosság változása | Lakosság változása | Lakosság változása | Lakosság változása | Lakosság változása | Lakosság változása | Lakosság változása | Lakosság változása | Lakosság változása | Lakosság változása | Lakosság változása |
| ------------------ | ------------------ | ------------------ | ------------------ | ------------------ | ------------------ | ------------------ | ------------------ | ------------------ | ------------------ | ------------------ | ------------------ | ------------------ | ------------------ | ------------------ | ------------------ |
| 1857               | 1869               | 1880               | 1890               | 1900               | 1910               | 1921               | 1931               | 1948               | 1953               | 1961               | 1971               | 1981               | 1991               | 2001               | 2011               |
| 700                | 717                | 691                | 910                | 999                | 1.175              | 1.191              | 1.350              | 869                | 986                | 1.050              | 920                | 800                | 670                | 156                | 163                |

## Nevezetességei
A falutól északra fekvő 213 méteres Stražište nevű magaslat középkori régészeti lelőhely.

## Kultúra
A település ifjúsági egyesületét 2001. február 8-án alapították.